# Processus jugularis ossis occipitalis

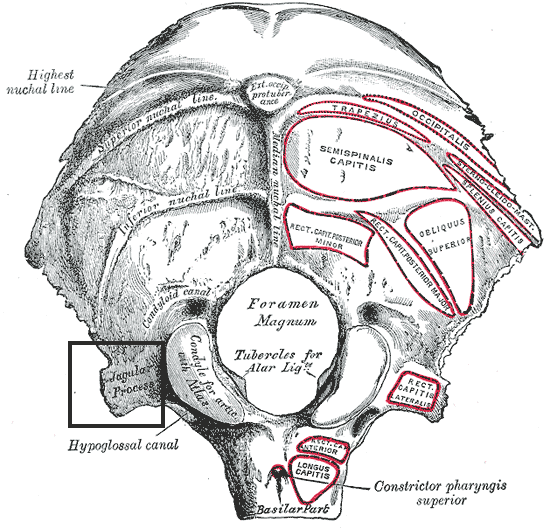
A nyakszirtcsont (a fekete négyzet jelöli a nyúlványt)

A nyakszirtcsont (os occipitale) külső részén a condylus occipitalis külső részénél található a processus jugularis ossis occipitalis (ez egy nyúlvány). A canalis nervi hypoglossi mellett található. A musculus rectus capitis lateralis-nak biztosít tapadási pontot.